# Pfarrkirche Ruppersthal

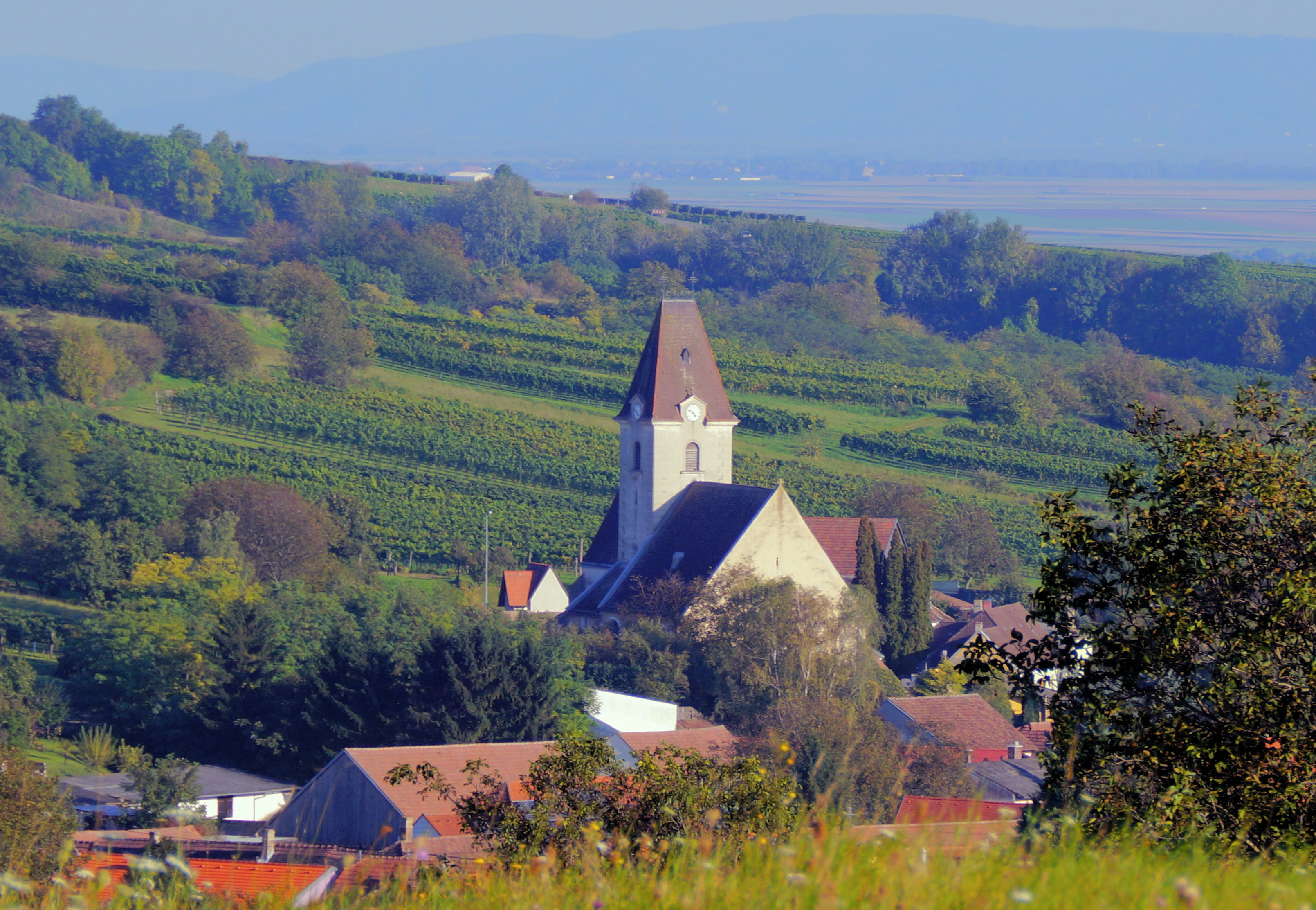
Katholische Pfarrkirche St. Ägidius in Ruppersthal

Die römisch-katholische Pfarrkirche Ruppersthal steht auf einer Anhöhe im Nordosten der Ortschaft Ruppersthal in der Marktgemeinde Großweikersdorf im Bezirk Tulln in Niederösterreich. Die dem Patrozinium hl. Ägidius unterstellte Pfarrkirche gehört zum Dekanat Großweikersdorf im Vikariat Unter dem Manhartsberg der Erzdiözese Wien. Die ehemalige Wehrkirche steht unter Denkmalschutz (Listeneintrag). Urkundlich bestand vor 1380 eine Pfarre.

## Architektur
Die spätgotische Staffelkirche wurde im ersten Viertel des 18. Jahrhunderts barockisiert. Es gibt einen gedeckten Stiegenaufgang mit Portal aus der zweiten Hälfte des 19. Jahrhunderts.
Das Kirchenäußere zeigt ein Langhaus unter einem steilen Satteldach mit Flachbogenfenstern mit Steckgittern. Die Kirche zeigt an der Westfront gotische Schlüssellochöffnungen aus dem 14. Jahrhundert. Der Chor hat beidseits Sakristeianbauten und zeigt im Osten abgetreppte Strebepfeiler, das gotische Spitzbogenfenster ist vermauert, darüber befindet sich ein barockes Rundfenster. Der quadratische Ostturm zeigt eine Fassade aus der zweiten Hälfte des 19. Jahrhunderts mit geputzter Ortsteinquaderung und rundbogigen Schallfenstern und Uhrengiebeln, er trägt ein Zeltdach. Im Westen und Süden gibt es Vorhallen unter Satteldächern mit einem Korb- und Rundbogenportal.
Das Kircheninnere zeigt ein dreischiffiges vierjochiges Langhaus, das höhere Mittelschiff ist platzlgewölbt, das als viertes Joch einbezogene Turmerdgeschoß ist kreuzgratgewölbt. Das Langhaus zeigt kräftige Wandpfeiler mit vorgelegten Lisenen und weiterführenden Gurten und verkröpftem Gesims. Die Seitenschiffe haben kleine Hängekuppeln, Doppellisenengliederung mit entsprechenden Gurten, die beiden östlichen Joche sind rechteckig und leicht erhöht. Wegen unzureichender fotografischer Dokumentation ist nicht sicher, ob der Höhenunterschied für eine Einordnung als Pseudobasilika ausreicht. Die Orgelempore im Mittelschiff ist kreuzgratunterwölbt. Der quadratische Chor hat ein Kreuzgratgewölbe.

## Ausstattung
Der Hochaltar als Wandaltar nimmt den gesamten Chorschluss ein. Auf dem Altarblatt von 1739 ist der Hl. Ägydius von Eques de Roettiers dargestellt. Er ist flankiert von Engelsfiguren, ebenso wie der Altarauszug mit dem Auge Gottes als Abschluss. Der freistehende Altartisch trägt die Figuren der Heiligen Peter und Paul, der ursprüngliche Drehtabernakel wurde 1938 entfernt.
Die zwei spätbarocken Seitenaltäre tragen Figuren von Bernhard Schilcher 1762/1763, rechts die Kopie der Gnadenstatuen, links Herz Jesu um 1900. Die spätbarocke Kanzel mit Figuren schuf Johann Sebastian Gürner. Der spätgotische zehnseitige Taufstein entstand im 15. Jahrhundert.
Die Orgel baute Franz Capek 1903. Eine Glocke nennt Franz Rodtlmayer 1775.